# Платан
Чинар, или платан  (лат. Platanus) — род деревьев; единственный ныне существующий представитель семейства Платановые (Platanaceae). Многие виды — ценные декоративные растения, используемые в городском озеленении и для обогащения воздуха кислородом.

## Распространение и экология
Род насчитывает около десяти листопадных и вечнозелёных видов, распространённых в Северном полушарии — в Средиземноморье, Северной Америке, Средней и Малой Азии, а также в Юго-Западной и Центральной Европе.

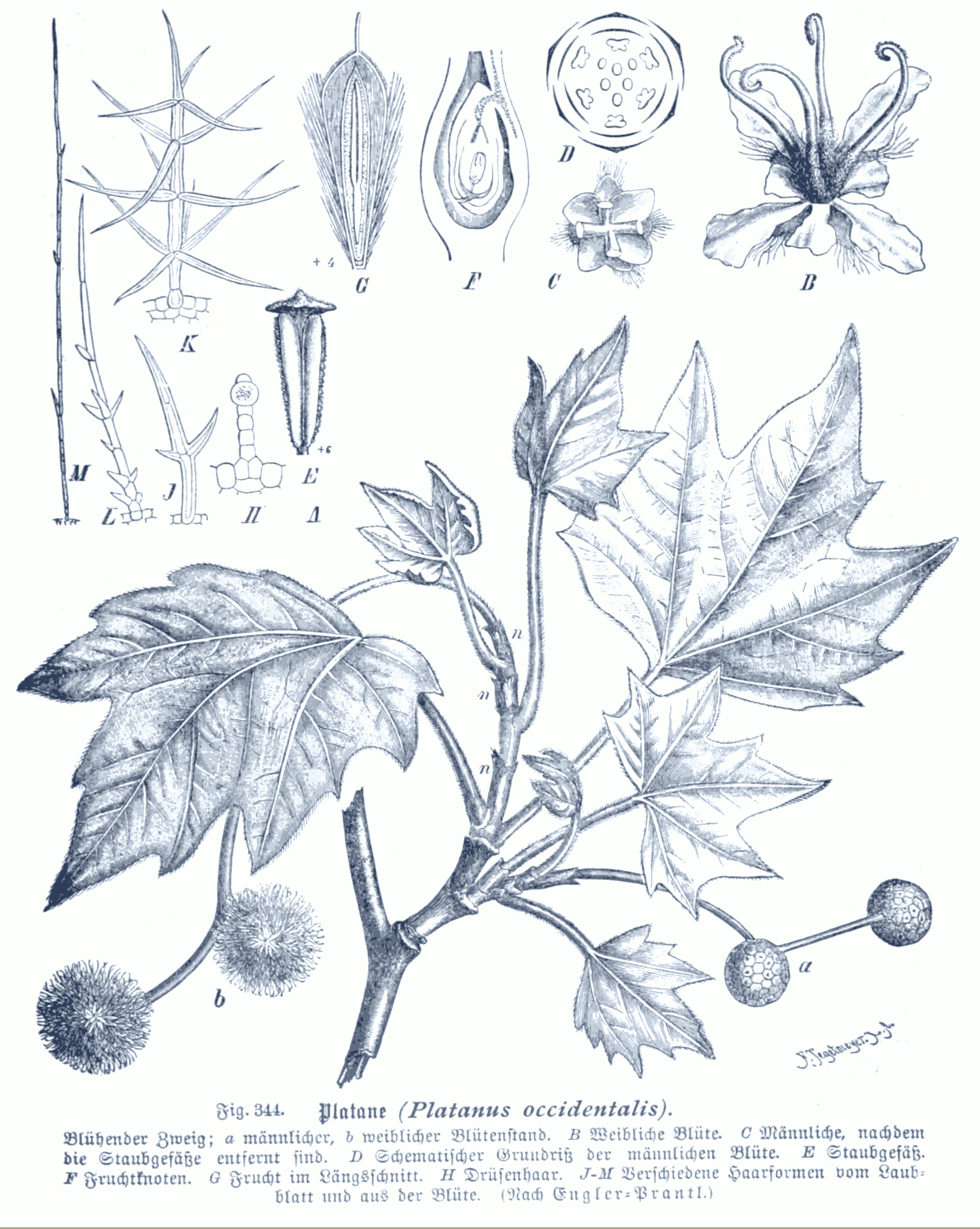
Ботаническая иллюстрация из книги Das Pflanzenreich. Hausschatz des Wissens, 1900

### Природный ареал рода
В Старом Свете в естественных условиях сейчас растут лишь два вида платана — Platanus orientalis (Платан восточный) и Platanus kerrii. Естественный ареал платана восточного сосредоточен на черноморском побережье Кавказа в России, Абхазии, Грузии, в Армении и Азербайджане, на Балканском полуострове (Албания, Греция), островах Кипре и Крите, на островах Эгейского моря, в Малой и Средней Азии, на восточном берегу Средиземного моря (Сирия, Ливан, Израиль) и в отдельных местах произрастания на территории Ирана, Афганистана. Естественный ареал Platanus kerrii — Индокитай (Вьетнам, Лаос). В Новом Свете в естественных условиях растут североамериканские Platanus racemosa (Калифорния), Platanus wrightii, Platanus mexicana, Platanus lindeniana (Мексика), Platanus occidentalis (США). Согласно флористическому разделению суши по А. Л. Тахтаджяну (1974), природные ареалы видов рода Platanus L. находятся в пределах Голарктичного флористического царства и только один вид Platanus kerrii в Индокитайской области Палеотропического царства. Ареалы видов рода Platanus L. территориально разделены сушей и океаном.

### Географическое распространение видов
По данным ряда исследователей, виды рода Platanus широко используются в культуре в США, странах Европы и Азии. Северная граница ареала проходит около 46° с. ш. по континенту Северной Америки, в Великобритании она переходит за 65° с. ш., в Европе проходит около 55° с. ш., в Азии держится около 40° с. ш. Южная граница ареала проходит около 20° с. ш. в Северной Америке, до 30° с. ш. в Азии и Африке, до 15° с. ш. в Индокитае, в Австралии 10-15 ю. ш. Анализируя современное географическое распространение рода Platanus L., следует заметить, что не все виды этого рода в равной степени используются в культуре. Так, например: Platanus kerrii практически неизвестен в культуре за пределами Вьетнама и Лаоса, P. mexicana, P. lindeniana — за пределами Мексики, Platanus wrightii, P. racemosa известны в культуре только в США и Мексике. Среди всех ныне существующих видов платана широкое географическое распространение имеет платан клёнолистный (Platanus acerifolia). По мнению многих учёных мира, первый экземпляр платана клёнолистного возник от случайного или преднамеренного скрещивания платана западного и платана восточного в Англии. Благодаря своей выносливости и высокой экологической пластичности в течение XVIII века этот вид широко распространился на территории Европы. Сейчас платан клёнолистный широко культивируется от Средиземноморья до побережья Северного моря в Евразии, а также на Североамериканском материке в США и Мексике и на Австралийском материке.

### Палеоботанические исследования

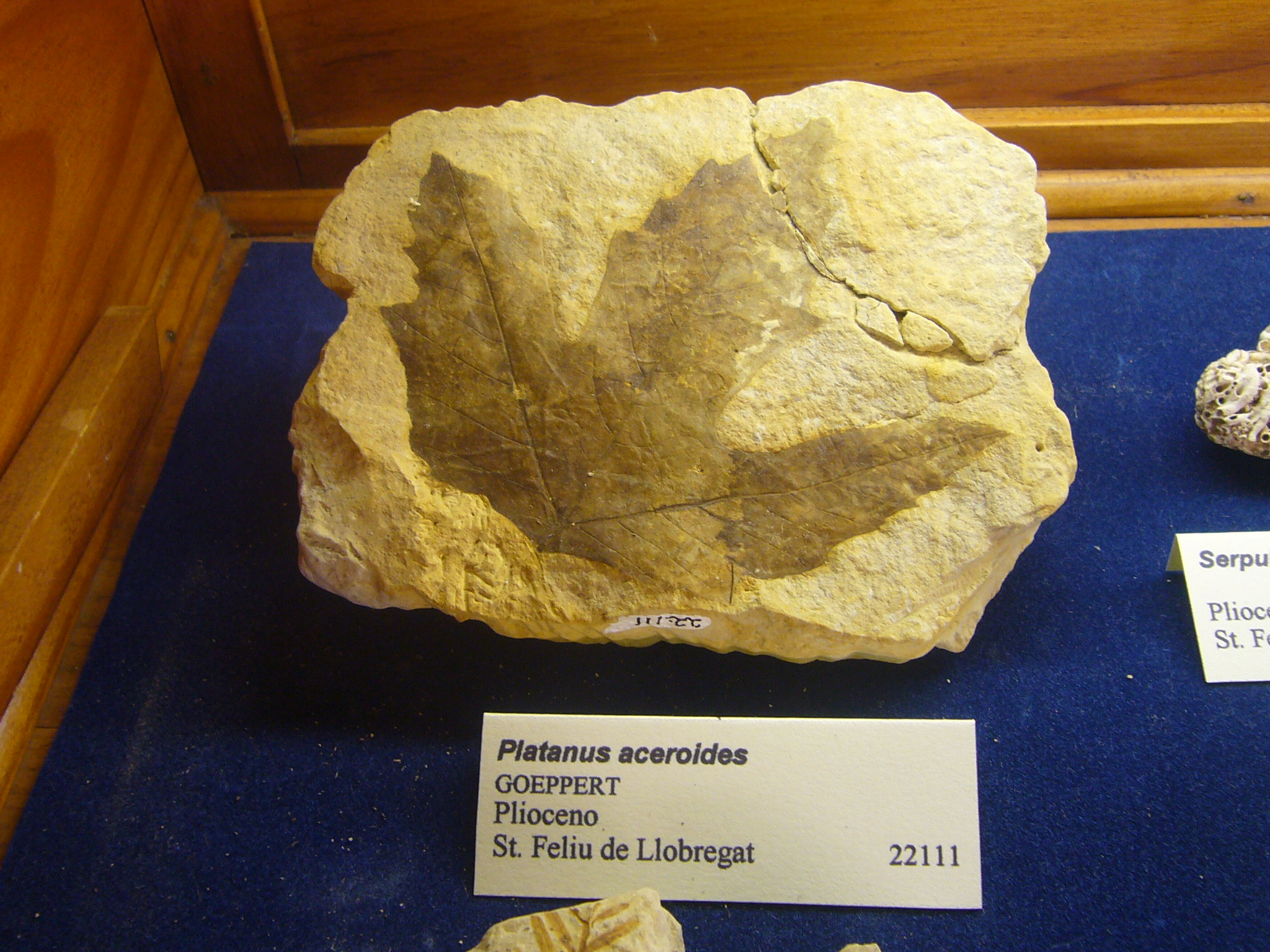
Отпечаток листа Platanus aceroides

На основе изучения ископаемых платанов в результате палеоботанических исследований установлено, что первые представители рода Платан возникли в меловую эпоху в позднем альбе — в начале сеномана. Сейчас следы рода Платан широко представлены в отложениях мелового периода на Дальнем Востоке, в Сибири, Казахстане, странах Европы, в Северной и Южной Америке. Наибольший видовой состав и распространение род Платан имел в неогене. Среди платанов неогенового периода существовали виды, которые имели много общих морфологических признаков с современными видами. Так, Platanus academia Gaud, Platanus schimperi (Herr) Sap. et Mar. и Platanus lineariloba Kol. имеют общие морфологические черты с платаном восточным (Platanus orientalis L.), Platanus aceroides Geopp. с современным платаном западным (Platanus occidentalis L.), Platanus wyomingensis Will. — с платаном Райта (Platanus wrightii Wats.) Общие морфологические признаки в строении листьев и соцветий имеют также олигоценовый Platanus neptuni Ettinghausen (Buzek) Holy & Kvacek, палеогеновый Platanus bella (Herr) Kvacek & Manchester и современный вечнозелёный вид — платан Керра (Platanus kerrii Gagnep.) Не имеют аналогов среди современных видов такие вымершие платаны, как Platanus mabutii Oishi et Huzioka, Platanus dissecta Lesq., Platanus asymmetrica N.Maslova, Platanus integrifolia N.Maslova, Platanus stenocarpa N.Maslova, Platanus newberryana Herr.

## Ботаническое описание
Платаны — высокие листопадные деревья с густой широкой кроной.
Ствол мощный (высота до 50 м, окружность до 18 м), цилиндрический, с зеленовато-серой отслаивающейся корой.
Листья очерёдные, пальчато-лопастные, на длинных черешках, похожи на листья клёна остролистного.
Плод — многоорешек, остающийся на дереве всю зиму и распадающийся весной на отдельные орешки, разносимые ветром.

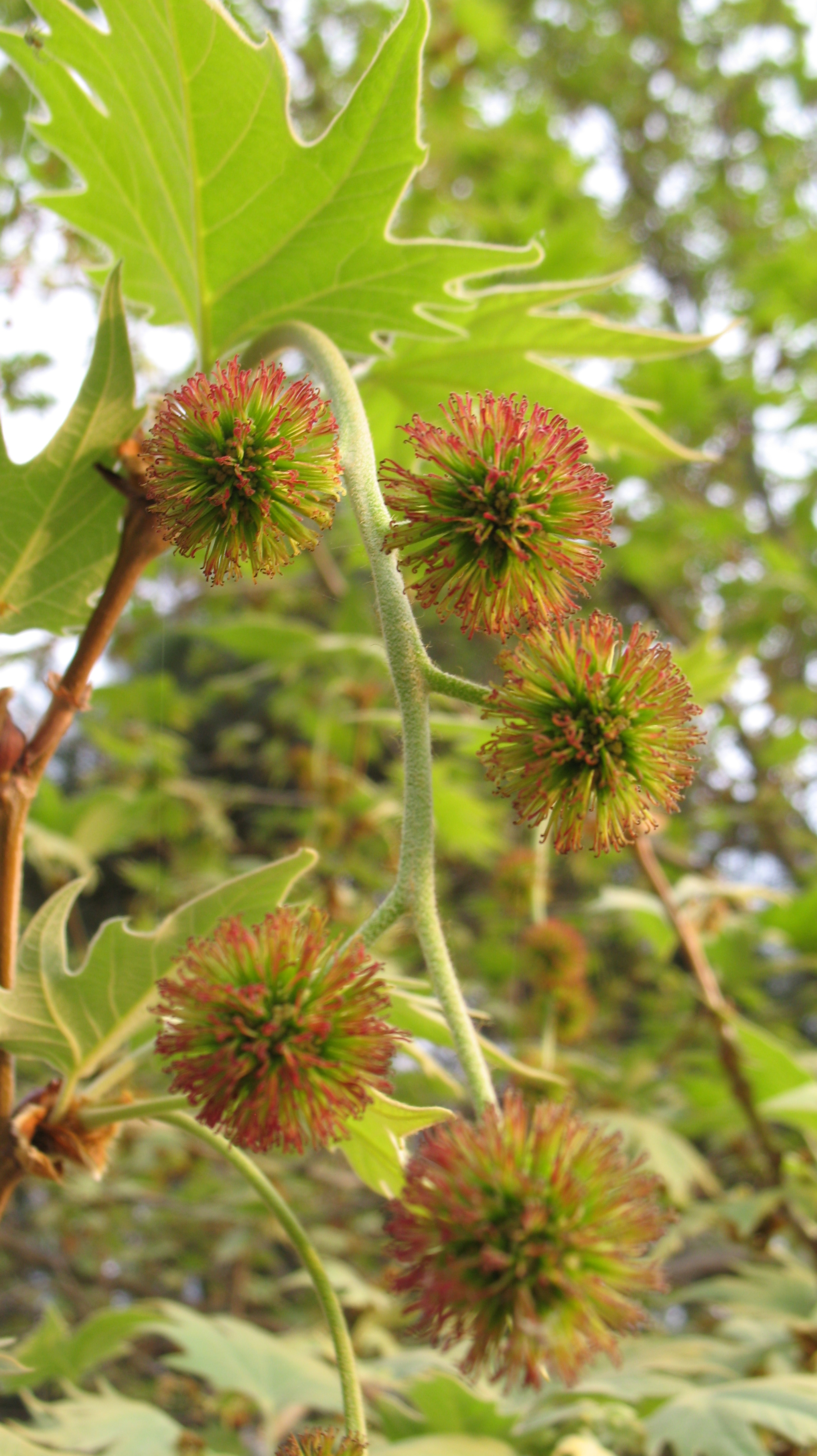
Цветы и молодые листья платана
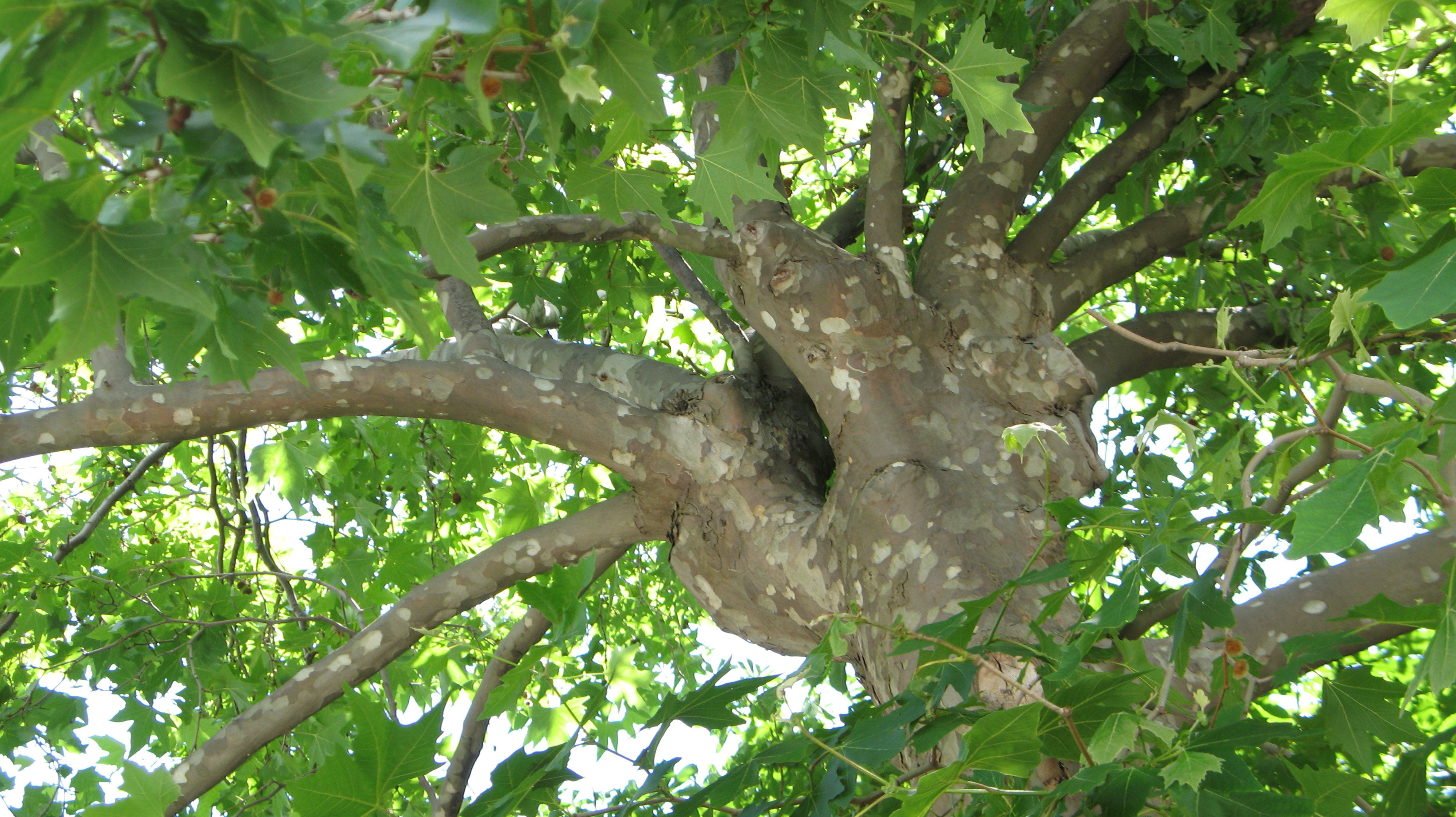
Крона и ствол платана
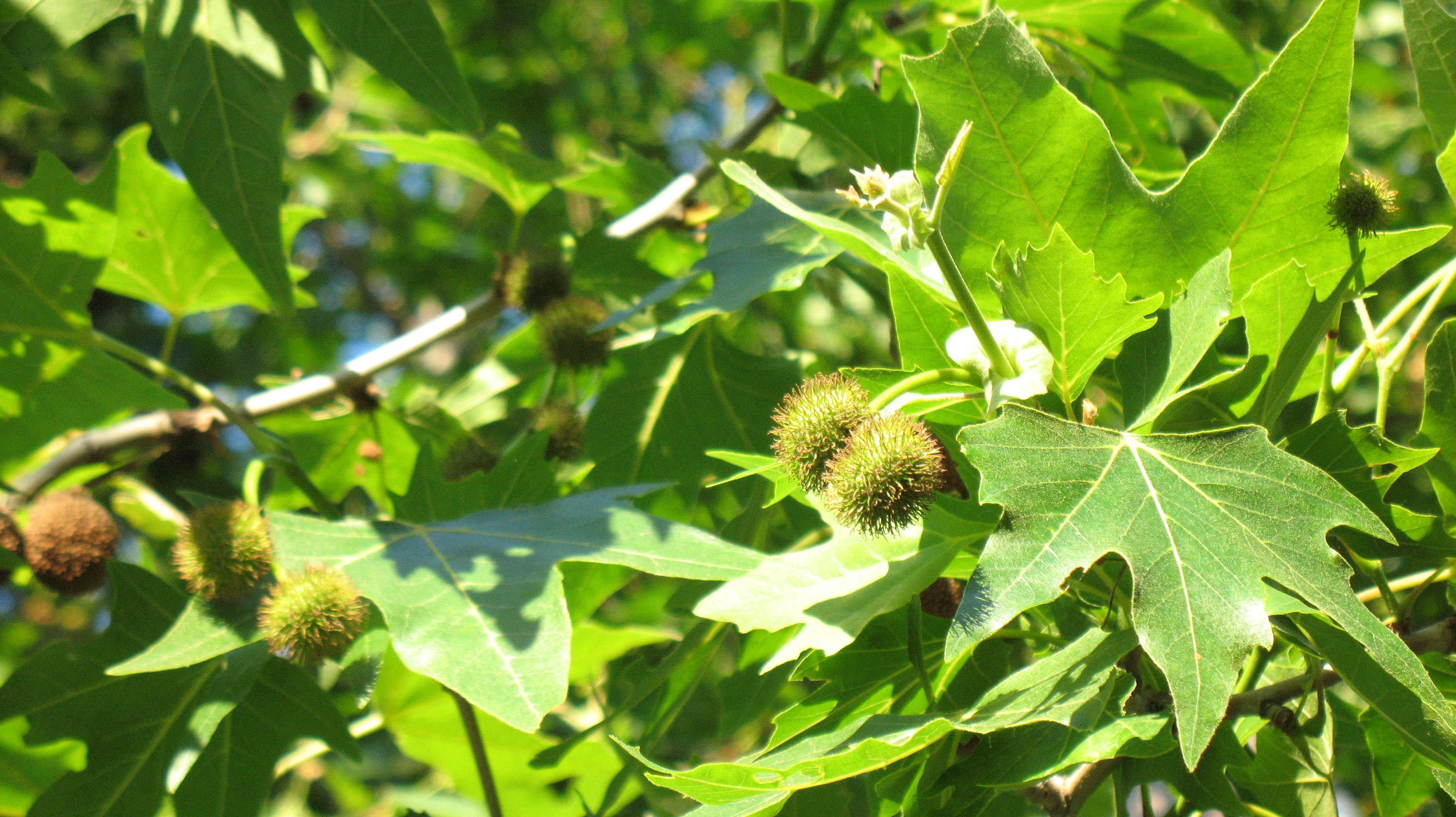
Незрелые плоды платана
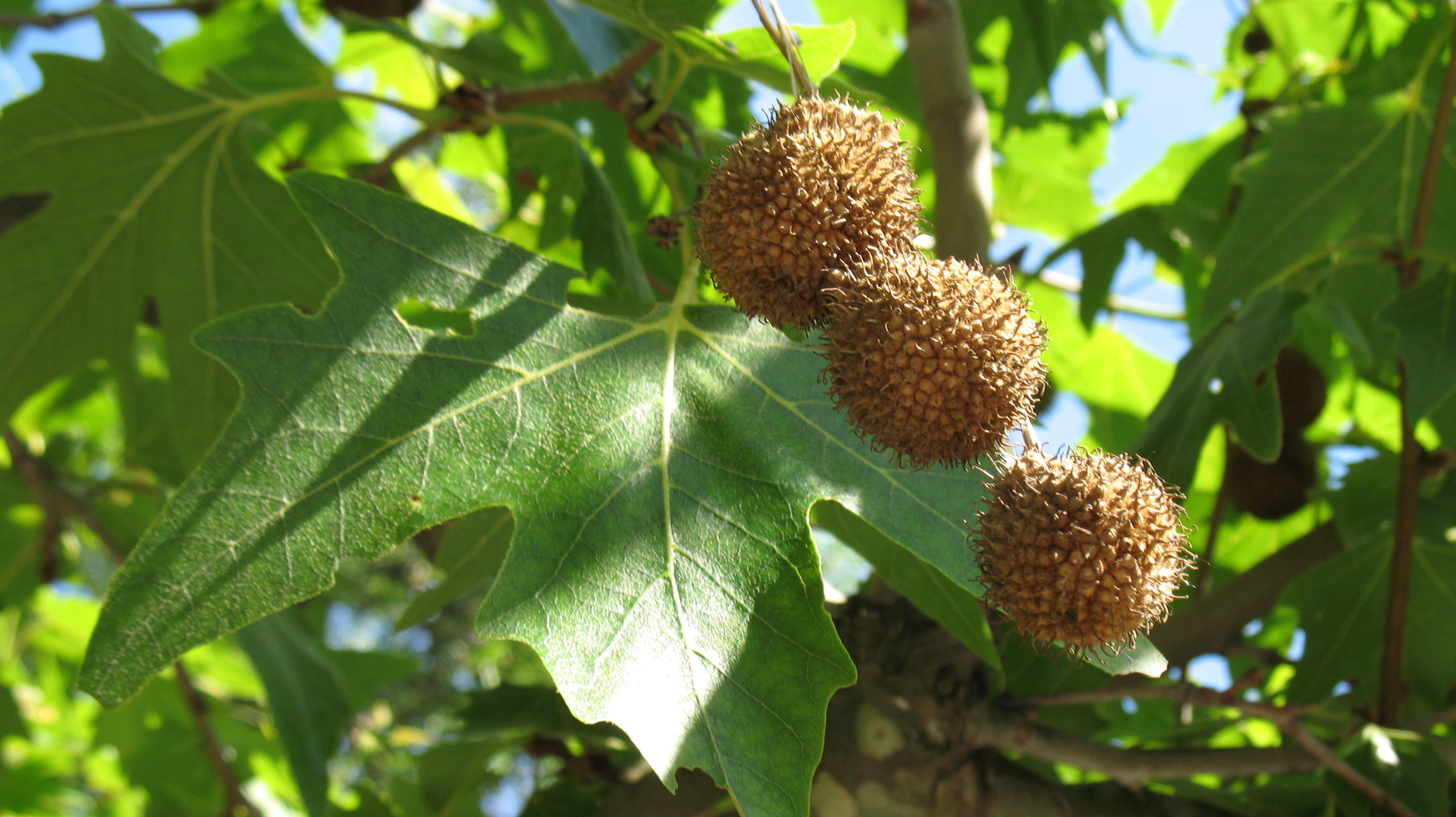
Зрелые плоды и листья платана
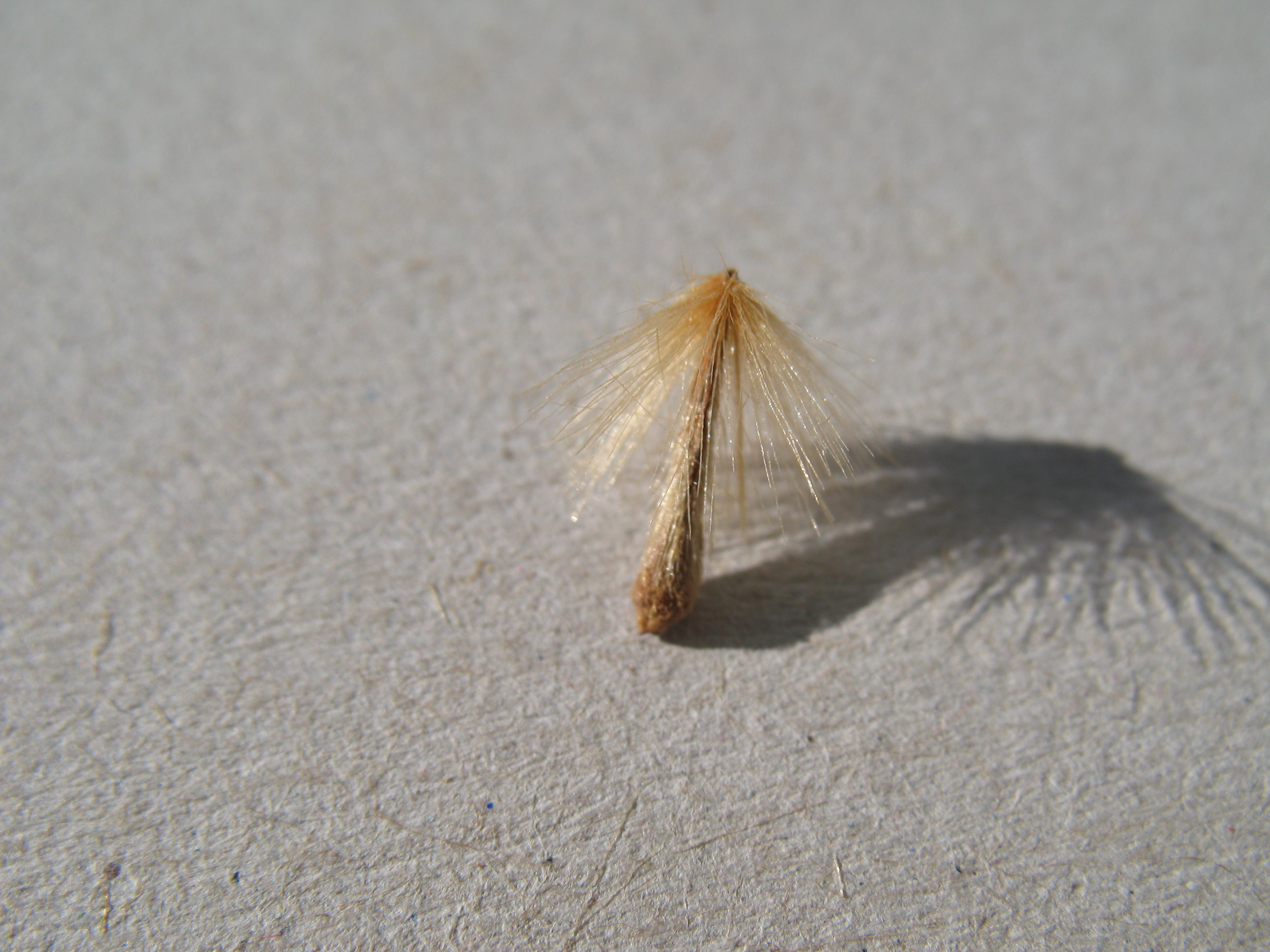
Орешек платана

### Известные деревья

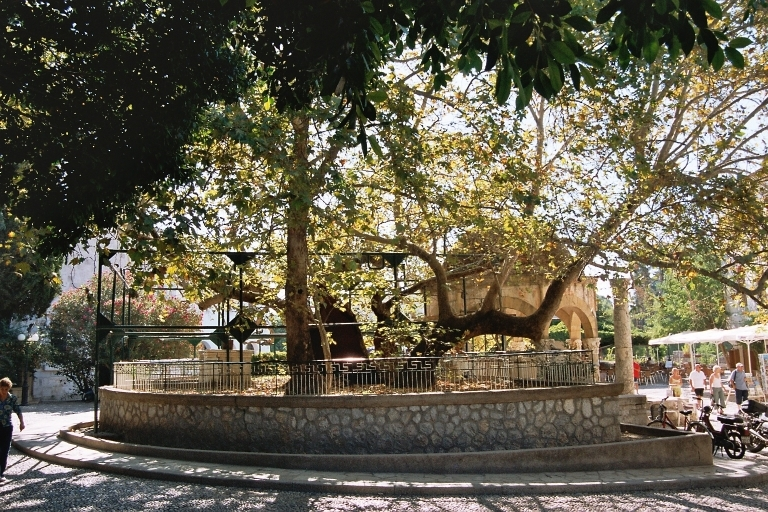
Платан Гиппократа на острове Кос

Платан Пушкина в Гурзуфе

Живут платаны очень долго. Самый крупный и самый древний из них растёт в долине Буюкдере в Турции, у Босфора. Высота его 50 метров, окружность ствола 42 м, диаметр ствола — 13,4 метра, а возраст — более 2300 лет.
На острове Кос в Эгейском море произрастает уникальный платан с окружностью ствола 18 м и высотой 36 м. Его ориентировочный возраст составляет 2 тысячи лет.

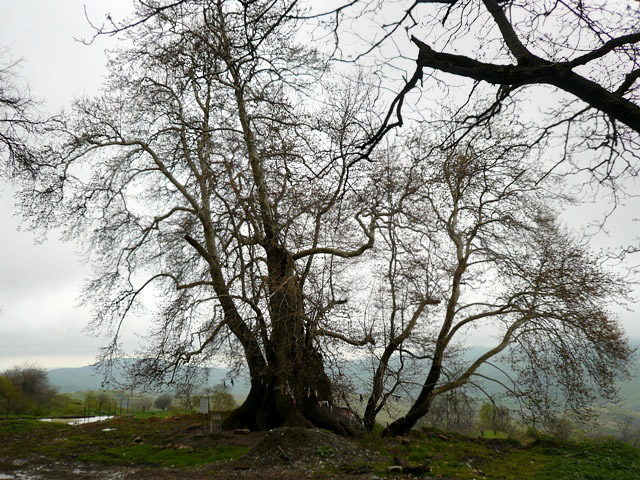
Двухтысячелетний схторашенский платан

В Туркменистане известен тысячелетний платан «семь братьев» (назван так потому, что основной его ствол на высоте 3 м от земли образует ещё семь крупных стволов). Высота дерева 45 м, окружность основного ствола — 26 м.
Гигантский платан возрастом более двух тысяч лет произрастает возле селения Схторашен (Шых Дурсун) в Нагорном Карабахе среди старого тутового сада. Его высота 54 м, охват ствола у основания 31,5 м

## Номенклатура и систематика
Род Платан (Platanus L.) — единственный представитель семейства Платановые (Platanaceae Lindl.). В филогенетической системе цветковых растений А. Л. Тахтаджяна (1987) род Platanus принадлежит к семейству Platanaceae Lindl. порядка Hamamelidales Takht. надпорядка Hamamelidanae Takht. подкласса Hamamelidae Takht. класса Magnoliopsida (Dicotyledones) отдела Magnoliophyta (Angiospermae).

### Виды
По информации базы данных The Plant List (2013), род включает 9 видов:
- Platanus × acerifolia (Aiton) Willd. — Платан клёнолистный, или Платан гибридный [= Platanus occidentalis × Platanus orientalis]
- Platanus gentryi Nixon & J.M.Poole
- Platanus kerrii Gagnep. — Платан Керра[6]
- Platanus mexicana Moric. — Платан мексиканский
- Platanus occidentalis L. — Платан западный
- Platanus orientalis L. typus[1] — Платан восточный, чинар, чинара
- Platanus racemosa Nutt. — Платан кистистый
- Platanus rzedowskii Nixon & J.M.Poole
- Platanus wrightii S.Watson — Платан Райта

## Хозяйственное значение
Платаны являются одними из немногих представителей орнаментальных лиственных деревьев, которые благодаря прекрасной, густой кроне, красивой и своеобразной светло-пятнистой окраске ствола и ветвей и оригинальным шаровидным соплодиям считаются декоративно ценными.
Благодаря ценности платанов в декоративном отношении и высокой стойкости против атмосферных загрязнений сейчас происходит процесс замены ими в городах Европы менее устойчивых пород, таких как каштаны, клёны, липы, тополя и др.
В США, Великобритании, странах Юго-Западной Европы и Средней Азии платаны широко используют в лесном хозяйстве.

### Применение древесины
Древесина платана всегда ценилась благодаря своим физико-механическим свойствам. Она используется для изготовления ценной мебели, высококачественного декоративного шпона, напольных покрытий, столярных изделий, оформления интерьеров и для выполнения различных отделочных работ.
Платан легко обрабатывается вручную и на станках, даёт доброкачественную гладкую поверхность, но при строгании и профилировании требует острой заточки режущих кромок во избежание отщепления и задира волокон вблизи сердцевинных лучей на радиальных разрезах. Древесина неплохо протравливается красителями, полируется и склеивается.

## Платан в культуре
С глубокой древности платан почитается разными народами. Самым старым и могучим чинарам на Востоке давали личные имена. С прекрасными стройными молодыми чинарами восточные поэты сравнивали своих возлюбленных.
В Древнем Египте его считали воплощением богини неба Нут.
В мифологии классической Греции, унаследованной от Минойского Крита, платан — священное дерево Елены Прекрасной, супруги царя Спарты Менелая. Посвящённый ей платан рос в Спарте. Платаны также связывали с культом Аполлона, Диониса, Геракла.
Под платаном разворачивается действие одного из диалогов Платона.
В Армении платан считался священным деревом, по шелесту листвы которого армянские жрецы определяли волю Бога-Творца и предсказывали будущее. Существовали священные платановые рощи (например, «Роща Творения» близ столицы Великой Армении города Армавира, ныне сохранилась платановая роща в долине реки Цав в регионе Сюник). Вырубка платана считалась святотатством и была строго запрещена.

Платан стал символом Кашмира.
В Испании влюблённые, разлучаясь, разрывают лист платана на две части и хранят их как залог встречи.

### В христианстве
В Библии величественные, высокие платаны — деревья Бога.
В истории христианства платаны также оставили свой след. С ними связаны церковные предания о святых подвижниках. Два святых платана растут в Греции на острове Кефалония, в монастыре, основанном святым преподобным Герасимом Новым Ватопедским (1508—1579).

### В музыке
Платану посвящена одноимённая песня из второго концертного альбома «Аквариум. 10 лет» группы «Аквариум», студийная версия которой вошла в качестве бонус-трека в альбом «Радио Африка».
В опере Г. Ф. Генделя «Ксеркс», в первой арии «Ombra mai fu» воспевается Платан.